# Ernst Karl Friedrich Wunderlich
Ernst Karl Friedrich Wunderlich (* 1783 in Westerengel unweit Trebra, Schwarzburg-Sondershausen; † 14. März 1816 in Göttingen) war ein deutscher Klassischer Philologe.

## Leben
Wunderlich besuchte das Gymnasium in Gotha als Schüler von Friedrich Jacobs. Mit dieser Vorbildung studierte er von 1801 bis 1803 an der Universität Göttingen Klassische Philologie als später Schüler Christian Gottlob Heynes. 1803 wurde er zum Collaborator am Göttinger Gymnasium ernannt und konnte in dieser Stellung seine weiteren akademischen Studien finanzieren. 1806 wurde er promoviert, 1808 zum Assessor der Universität bestellt, dann noch im selben Jahr zum außerordentlichen Professor der Klassischen Philologie. Einer seiner Schüler war Karl Lachmann, der später die moderne Textkritik begründete. Wunderlich starb unerwartet 1816 an einer akuten Diphtherie (Halsbräune), im 33. Lebensjahr.
Seine Söhne waren der Jurist Agathon Wunderlich (1810–1878) und der spätere preußische Konsistorialpräsident Oskar Wunderlich († 1882), der Vater des gleichnamigen Offiziers Oskar Wunderlich (1846–1914).

## Werke
Wunderlich verfasste auf den Schulgebrauch ausgerichtete Editionen verschiedener Autoren in Heynes Tradition:
- Albii Tibulli carmina libri tres cum libro quarto Sulpiciae et aliorum (1808; Neubearbeitung postum 1817, von Georg Ludolf Dissen)
- Observationes criticae in Aeschyli tragoedias tragoediarumque reliquias (1809)
- Demosthenis oratio pro corona, Aeschinis in Ctesiphontem (1810, 2. Ausgabe 1820)
- P. Vergilii Maronis opera in tironum (Vollendung der Heyne-Ausgabe, postum von Friedrich Ernst Ruhkopf herausgegeben, Hannover/Leipzig 1816)